# ロン・ガロッティ
ロン・ガロッティ（Ron Galotti）は、アメリカ合衆国の出版業界の実業家である。

## 生涯
ガロッティはニューヨーク市ブロンクスで生まれ、ニューヨーク州ウェストチェスター郡ピクスキルで育った。両親は酒屋を経営していた。父はロンが9歳の時に亡くなった。
高校を卒業した後、アメリカ空軍に入隊した。当時はベトナム戦争の真っ只中であり、フィリピンに3年以上駐留して、軍曹まで昇進した。高利貸しをして収入を得て、その金で売春宿を開いた。
その後、『ヴォーグ』、『GQ』、『ヴァニティ・フェア』などを出版するコンデナスト・パブリケーションズに入社し、Si・ニューハウスの下でヴァイスプレジデントとなった。この時期、コンデナスト・ビルで開かれたクリスマスパーティーの際に、PETAによる反毛皮運動に対して、『ヴォーグ』編集長のアナ・ウィンターと一緒にローストビーフを送ったこともあった。
コンデナスト社を辞めて、編集者ティナ・ブラウンと共に『トーク』誌を創刊し、社長に就任したが、創刊から3年も経たないうちに失敗に終わった。会社はハーヴェイ・ワインスタインによって支援されており、ワインスタインは5000万ドルの個人資本を投資したと言われている。
『トーク』誌の廃刊の後、ガロッティはコンデナスト社に戻って『GQ』誌を運営した。その2年後、コンデナスト社の役職を引退して、マンハッタンとロングアイランドの自宅を売却し、2004年頃に家族とともにバーモント州ノース・ポムフレットの農場に移り住んだ。

## 大衆文化において
1995年、ガロッティはエッセイ『セックスとニューヨーク』を執筆したキャンディス・ブシュネルと出会っている。同書およびそれを原作とするドラマ『セックス・アンド・ザ・シティ』に登場する「ミスター・ビッグ」はガロッティからインスピレーションを受けて創作されたキャラクターであり、ドラマでは俳優クリス・ノースが演じている。